# Sonate pour violon et piano no 1 de Bax
Pour les articles homonymes, voir Sonate pour violon et piano.
La Sonate pour violon et piano no 1 est une sonate pour violon et piano du compositeur britannique Arnold Bax, écrite en 1910.

## Contexte
Bien que Bax n'ait publié que trois sonates pour violon, il en a en réalité écrit cinq. La plus ancienne est une pièce en sol mineur en un seul mouvement, écrite en 1901 alors qu'il était étudiant, et la dernière en deux mouvements, qu'il a retenue et refondue sous la forme du Nonette de 1931. Toutes sont écrites pour un interprète particulier : la première pièce en sol mineur pour Gladys Lees, son amie de la Royal Academy of Music (elle a été jouée plus tard par Ivy Angove, une autre contemporaine d'Arnold Bax), la première sonate par Winifred Smith et jouée plus tard par Paul Kochanski. Il est possible que la deuxième sonate ait été inspirée par le jeu de May Harrison (en), mais elle a en fait été jouée par Bessie Rawlins. La troisième sonate a été jouée en 1927 par Emil Telmányi et plus tard par May Harrison.
La première sonate a été révisée pendant une longue période, mais elle a en fait été inspirée par la passion d'Arnold Bax pour une jeune fille ukrainienne qui est soudainement apparue dans son cercle de Hampstead à l'automne 1909. Sur le manuscrit, le compositeur la désigne comme étant « Mselle Natalia Skarginski » (plus exactement Natalie Skarginska). Le premier mouvement est achevé le 2 février 1910, le mouvement lent original « lent et sombre » (« slow and sombre ») le 8 février et le finale, qui n'est pas daté, probablement peu après. Connaissant la rapidité avec laquelle Arnold Bax travaillait, il semble probable que le premier mouvement ait été écrit dans les premières semaines de 1910. Dans son autobiographie, le compositeur déguise Natalie Skarginska en « Loubya Korolenko » et écrit : « Oh ! Loubya était comme une naïade pour la beauté – une Roussalka dorée aux yeux bleus glacés ! Attiré par la fascination de sa nationalité et de son histoire, j'ai facilement glissé vers un amour absorbant pour elle ! – Une aventure désastreuse et humiliante, mais que je n'ai jamais regrettée… » (« Oh! Loubya was like a naiad for beauty – a golden Roussalka with ice–blue eyes! Lured by the fascination of her nationality and history how easily did I slip into absorbing love of her! – a disastrous and humiliating adventure, but one I have never regretted… »). Le premier mouvement, au moins, est une déclaration d'amour passionnée. Des années plus tard, Natalie lui écrit qu'il vit « dans le zèle de votre propre fantaisie bien plus que dans le monde réel » (« in the zeal of your own fancy much more, than in the real world »).
En avril 1910, elle décide de retourner en Russie et Arnold Bax l'accompagne dans un voyage qui a eu une influence significative sur son style musical ultérieur, mais pas sur sa vie amoureuse. La sonate a dû être jouée en privé, car en février 1912, il écrit à une autre amie, Rosalind Thornycroft, qui vient d'épouser Godwyn Baynes : « Elle ne ressemblait à rien d'autre, et j'ai réalisé pour la première fois que mon schéma harmonique ne ressemblait pas à celui des autres compositeurs modernes... On ne peut pas connaître son propre travail tant qu'on n'en est pas complètement sorti, ce que j'ai fait en l'écoutant depuis la pièce voisine » (« It did not sound at all like anything else, and I realised for the first time that my harmonic scheme is unlike that of other modern composers … one cannot know one's own work until one gets entirely outside it, which I did listening to it from the next room »).
Arnold Bax a sans doute compris que les deuxième et troisième mouvements ne suffiraient pas, car lorsque Winifred Smith et Myra Hess se sont produites avec l'œuvre au Steinway Hall en juin 1914, elles n'ont joué que le premier mouvement. En 1915, le compositeur réécrit les deuxième et troisième mouvements, mais sous cette forme, l'œuvre n'est toujours pas jouée, jusqu'à ce qu'il rencontre le violoniste polonais Paul Kochanski, qui apporte diverses modifications techniques à la partie de violon. Arnold Bax la joue avec Kochański dans la petite salle de récital du Queen's Hall en novembre 1920. Elle est ensuite publiée par Murdoch, l'une des premières à paraître chez son futur éditeur, et Arnold Bax se produit à nouveau, cette fois avec Bessie Rawlins au Wigmore Hall un an plus tard.

## Structure
L'œuvre est composée de trois mouvements :
1. Moderato tempo
2. Allegro vivace – poco più lento
3. Moderato tempo – Smooth and Serene

## Analyse

### Premier mouvement
Le premier mouvement est largement consacré au thème du thème entendu au début, qui revient dans le troisième mouvement. On pourrait l'appeler le thème « amoureux » plutôt que le thème « Natalie », parce qu'au moment où il écrit le nouveau finale, Arnold Bax est marié et vient d'entamer sa liaison avec Harriet Cohen, alors âgée de dix–neuf ans, qui a finalement précipité la rupture de son mariage. La citation de William Butler Yeats qu'il a inscrite en tête du manuscrit donne à cette idée une force supplémentaire : « Une pitié sans nom est/Cachée dans le cœur de l'amour » (« A pity beyond all telling is/Hid in the heart of love »). Le thème d'introduction est serein dans les dernières mesures.

### Anciens mouvements
Les deux mouvements supprimés sont remarquablement substantiels, tous deux plus longs que les mouvements qui les remplacent. Bien plus tard, Arnold Bax écrit à May Harrison en qualifiant le mouvement lent original de « plutôt trop juvénile pour être joué en public » (« rather too juvenile for public performance »), bien que lorsqu'il ajoute « un mouvement qui ne pourrait pas très bien être joué seul » (« a movement which could not very well be played by itself »), on est enclin à prendre ses commentaires avec précaution, car les deux mouvements font de splendides rappels. Dans le mouvement central original, la personnalité de Bax n'est jamais mise en doute, même s'il a peut–être trop la main au cœur, mais le finale original, bien qu'énergique et renvoyant à la devise, n'est pas si caractéristique de sa musique ultérieure et représente certainement pour nous un Arnold Bax artistiquement plus immature. Le plan final de Bax, avec un mouvement central scherzando, constitue un ensemble plus satisfaisant. En effet, le remplacement de ces deux mouvements nous montre que le compositeur est capable d'être remarquablement objectif dans le développement de son style, même si, pour nous, ils sont toujours agréables en eux–mêmes. L'air de style populaire de la partie centrale du mouvement lent original, qui ressemble à une valse, est certainement le précurseur de « The Grey Dancer in the Twilight » de la deuxième sonate. Les demi–croches endiablées du finale original ont une dynamique engageante même si elles ne se retrouvent pas ailleurs dans la musique de Bax, mais son rapprochement avec le thème initial, dans le contexte de la sonate, parce qu'il est moins développé, aurait été moins satisfaisant que le traitement de Bax dans son remplacement.

### Deuxième mouvement
Le nouveau deuxième mouvement est un scherzo vigoureux, mais dans son trio lent contrasté, le spectre du thème initial fait également une apparition passagère.

## Discographie
- Violin Sonatas, Vol. 1 (Nos. 1, 3), Laurence Jackson (violon), Ashley Wass (piano), Naxos, 8.557540, octobre 2006